# Кубизм
Куби́зм (фр. cubisme, от cube — куб) — течение в западноевропейском искусстве, связанное с концепциями модернизма. Прежде всего, характерно для французской живописи и скульптуры этого периода. Изобразительное искусство кубизма оказало значительное влияние на архитектуру, литературу и музыку XX—XXI века.

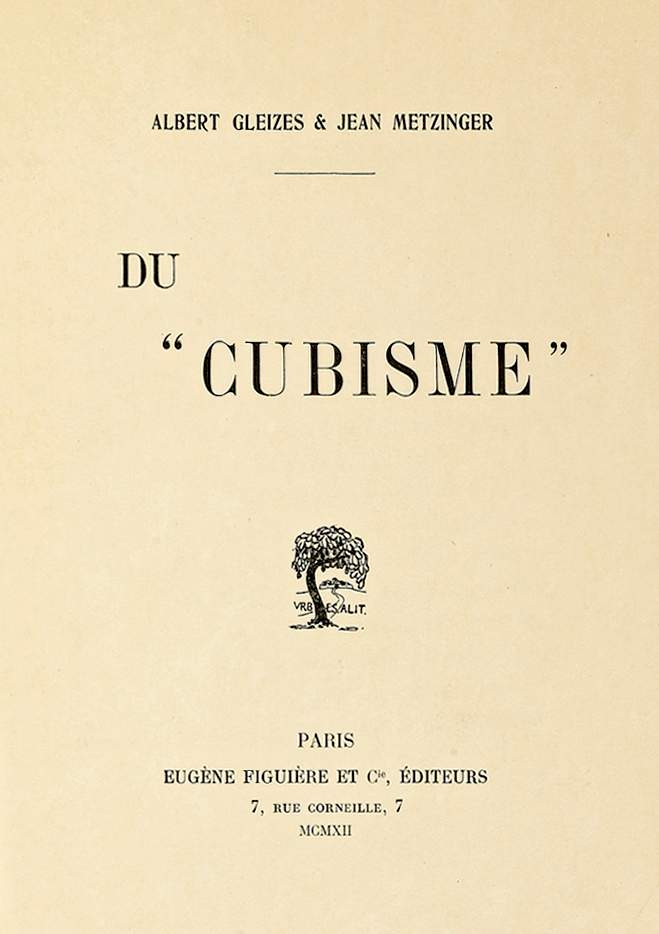
Обложка издания книги Ж. Метценже и А. Глеза «О кубизме». Париж, 1912

## Происхождение термина
Название течения, как это часто бывает в истории искусства, возникло случайно. В 1908 году жюри Осеннего Салона в Париже отвергло картину Жоржа Брака «Дома в Эстаке». Живописец Анри Матисс, один из членов жюри, сказал, что странная картина «написана кубиками». Критики подхватили новое название. Луи Воксель (Louis Vauxcelles) в 1908 году в обзоре выставки Жоржа Брака в галерее Даниеля Анри Канвейлера назвал художника смелым человеком, презирающим форму, «сводящим все, места, фигуры и дома к геометрическим схемам, к кубам» (он же дал название другому модернистскому течению в живописи — фовизму). Ранее, в аналогичном контексте, критик Луи Шассеван в своей статье 1906 года о «Независимых художниках» (Les Artistes indépendants) назвал Жана Метцинже «мозаичистом, подобным Синьяку, но более точным в разрезании цветных кубиков, которые, как кажется, сделаны машиной, а не человеком».
По другой версии термин «кубизм» — это неологизм, придуманный поэтом Максом Жакобом в июне 1907 года во время дружеских встреч и в спорах об искусстве с Пабло Пикассо, его спутницей Фернандой Оливье, Гийомом Аполлинером и Мари Лорансен.

## Концепция

#### Идея и основные документы
Распространение термина «кубизм» связано с 1911 годом, в основном в отношении живописи Жана Метценже, Альбера Глеза, Робера Делоне и Фернана Леже. В 1911 году поэт и критик Гийом Аполлинер принял этот термин от имени группы художников, приглашённых для участия в выставке «Независимых» в Брюсселе. Книга «О кубизме», написанная Альбером Глезом и Жаном Метценже, была опубликована в 1912 году с целью прояснить неясность, возникшую вокруг этого термина, и в качестве защиты нового течения в живописи, продолжавшего вызывать возмущение в обществе. Эта работа является первым теоретическим трактатом о кубизме.
За манифестом Глеза и Метценже в 1913 году последовала книга Гийома Аполлинера «Живописцы-кубисты. Эстетические размышления» (Les Peintres cubistes. Méditations esthétiques, Paris). Аполлинер был тесно связан с 1905 года с Пабло Пикассо и с 1907 года с Жоржем Браком, интересовался творчеством таких художников, как Глез, Метценже, Андре Дерен, Франсис Пикабия, Морис де Вламинк, Анри Руссо, Робер Делоне.
В 1920 году Даниэлем Анри Канвейлером было высказано предположение, что плоскость холста поддерживает кубистское изображение пространства, времени и объема, а не противоречит ему. В 1950-е — 1960-е годы этот тезис подвергся критике, в частности, со стороны Клемента Гринтерга.
Девизом «ранних кубистов» стали слова Сезанна: «Трактуйте природу посредством цилиндра, шара, конуса…», хотя сам Сезанн имел в виду другое: мысленный анализ формы предмета без «принудительной геометризации», только средствами цвета при работе с натуры.

#### Интерпретация концепции
Изображение простых, обыденных вещей позволяло сосредоточить внимание на форме предмета и его структуре. При этом живопись становилась во многих случаях почти монохромной. Использование ограниченной палитры: коричневатые, зеленоватые и охристые тона, способствовало решению формальных задач. Так сложилась особенная стадия развития кубизма — аналитический кубизм. Даже пейзажи художники-кубисты чаще писали без изображения неба, заполняя всё пространство холста предметами. Отсюда типичная точка зрения сверху вниз, с высокого горизонта, и так называемые «арочные композиции», когда деревья переднего плана, создавали нечто вроде арки, свода, замыкая сферическое пространство композиции. Картина Поля Сезанна «Большие купальщицы» (1906), предвещающая, как и многие поздние картины «Упрямца из Экса», начало кубизма, демонстрирует именно такую «арочную композицию».
В новом художественном течении разрешались задачи, возникшие в результате эволюции изобразительных форм. Российский искусствовед В. Г. Власов отмечает:

 «Кубисты стремились выявить геометрическую основу изображаемых предметов, разлагая их на составляющие элементы — плоскости, линии — и организуя в новую форму с учётом условности восприятия изобразительного (концептуального) пространства на плоскости картины или в объёме скульптуры.» 
.
Художнику удаётся изобразить объект одновременно с разных сторон. Множественность точек зрения, осязательный (тактильный) подход к изображению материальных форм, предметов, видимых одновременно снаружи и изнутри (принцип симультанности) приёмы «разложения» объёмной формы на плоскости позволили явственно выражать в композиции картины четвёртое измерение — время. Взгляд зрителя как бы путешествовал внутри концептуального (созданного художником) пространства. Возникала более сложная, чем в системе классической прямой перспективе, пространственно-временна́я структура изображения. Этим объясняется пристрастие художников-кубистов к натюрмортам.

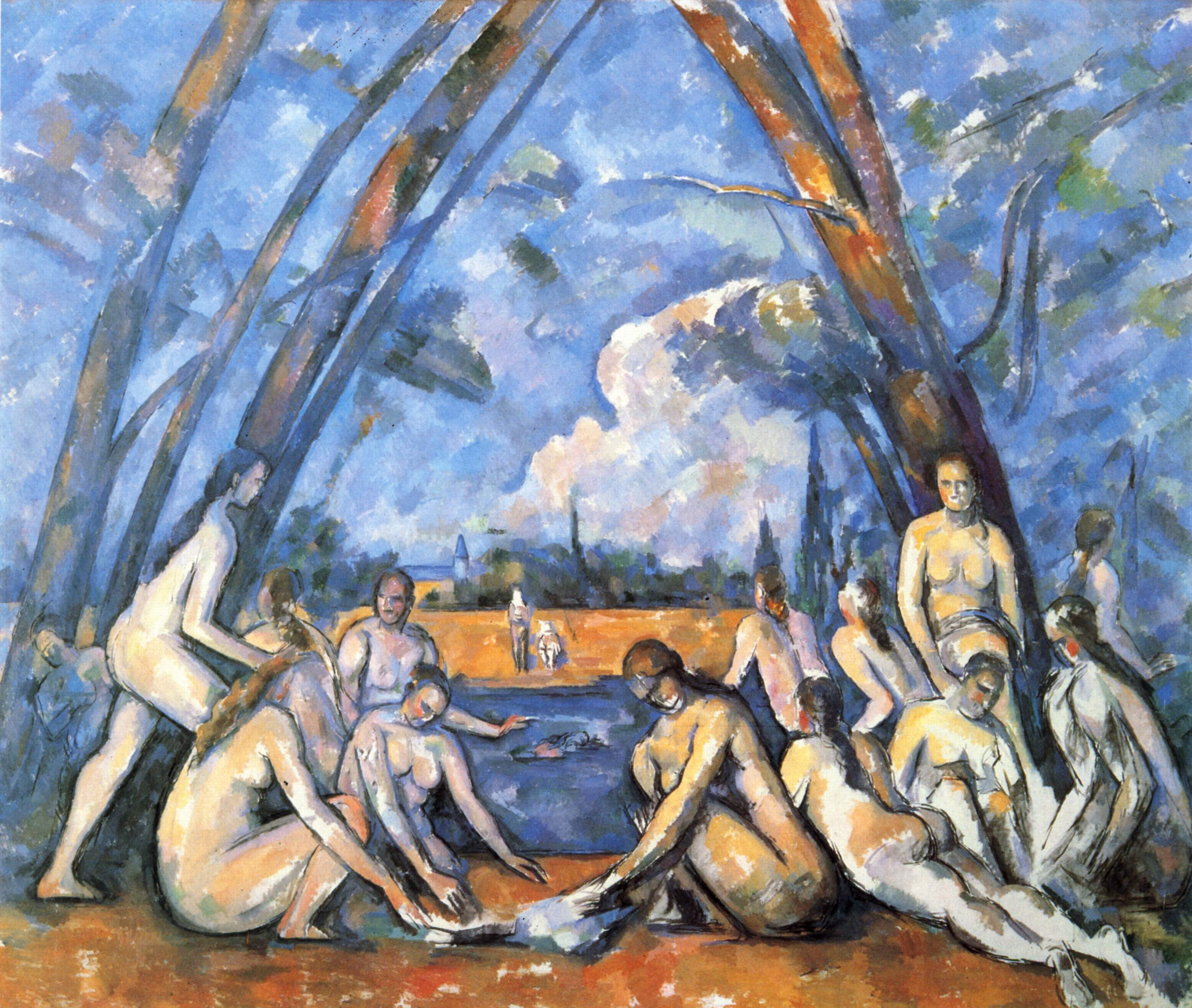
Большие купальщицы. 1906. Холст, масло. Художественный музей Филадельфии

## Проблема периодизации
Традиционно историю кубизма делят на три этапа: сезанистский период или протокубизм (1904—1910), аналитический кубизм (1911—1912) и синтетический период (1913—1914). Хронологические границы этих этапов в работах различных авторов значительно различаются. Существуют и другие типы периодизации. Так, например, английский историк искусства Дуглас Купер предложил систему, которая разделяла историю кубизма на три основных периода: «ранний кубизм» (с 1906 по 1908 год), «высокий кубизм» (с 1909 по 1914 год) и «поздний кубизм» (с 1914 по 1921 год). Эта концепций была изложена в его работе «Эпоха кубизма», опубликованной в 1970 году. Ранний период (1909—1914) Купер связывал с мастерскими Барка и Пикассо. «Высокий кубизм» рассматривался как период возникновения основных теоретических концепций, а также соотносил с деятельностью Хуана Гриса. «Поздний» или «радикальный» кубизм (1914—1924) оценивался как «последняя фаза авангардного движения».

## История кубизма

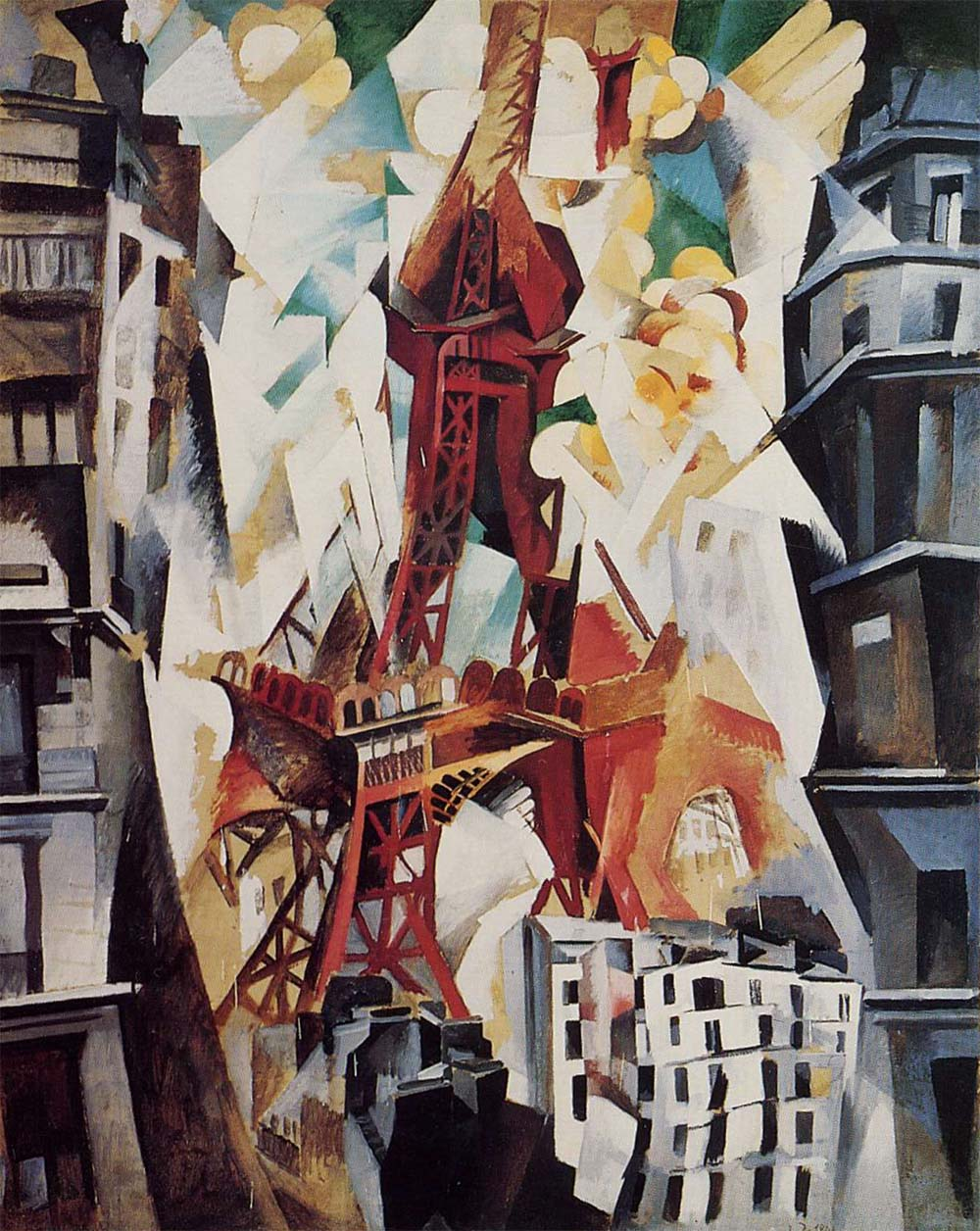
Р. Делоне. Эйфелева башня. 1911. Холст, масло. Чикагский институт искусств

### Возникновение кубизма
Своеобразным живописным манифестом кубизма стала, вызвавшая в своё время скандал, дерзкая картина Пабло Пикассо «Авиньонские девицы», написанная в 1907 году.
Считается, что картина «Авиньонские девицы» была вдохновлена старинной скульптурой Иберии (одно из названий Пиренейского полуострова) и африканскими масками, которыми в то время интересовался Пикассо и многие его друзья. Гертруда Стайн назвала пейзажи, созданные Пикассо в 1909 году, «первыми кубистическими картинами».
Первая организованная выставка кубистов состоялась на Салоне Независимых в Париже весной 1911 года. Работы кубистов были выставлены в зале № 41. В экспозиции «Зала 41» принимали участие работы Жана Метценже, Альбера Глеза, Фернана Леже, Робера Делоне и Анри Ле Фоконье. При этом, не было выставлено ни одного произведения Пикассо или Брака. Современные взгляды на кубизм связаны с тем кругом художников, которые были выставлены на Салоне Независимых в зале № 41 и чьи методы отличались от принципов Пикассо и Брака. Также к кругу кубистов относят участников секции д’Ор («Золотая секция» или группа Пюто).

### Сезаннистский период, или протокубизм. 1904—1910
Период, предшествующий утверждению кубизма как творческого метода и художественного течения, историки искусства называют «протокубизмом». Он простирается с 1904 года до начала 1911 года. Название подчёркивает преемственность живописи кубистов, при всех различиях в творческом методе, от искусства французского живописца Поля Сезанна. Ведь и Сезанн, по словам его ученика Эмиля Бернара, «толковал, а не писал то, что видел». Ещё определённее высказались А. Глез и Ж. Метценже в манифесте «О кубизме»: «Кто понимает Сезанна, тот предчувствует кубизм». Формированию кубизма как художественного течения способствовала и первая парижская выставка фовистов в Осеннем салоне в 1905 году.

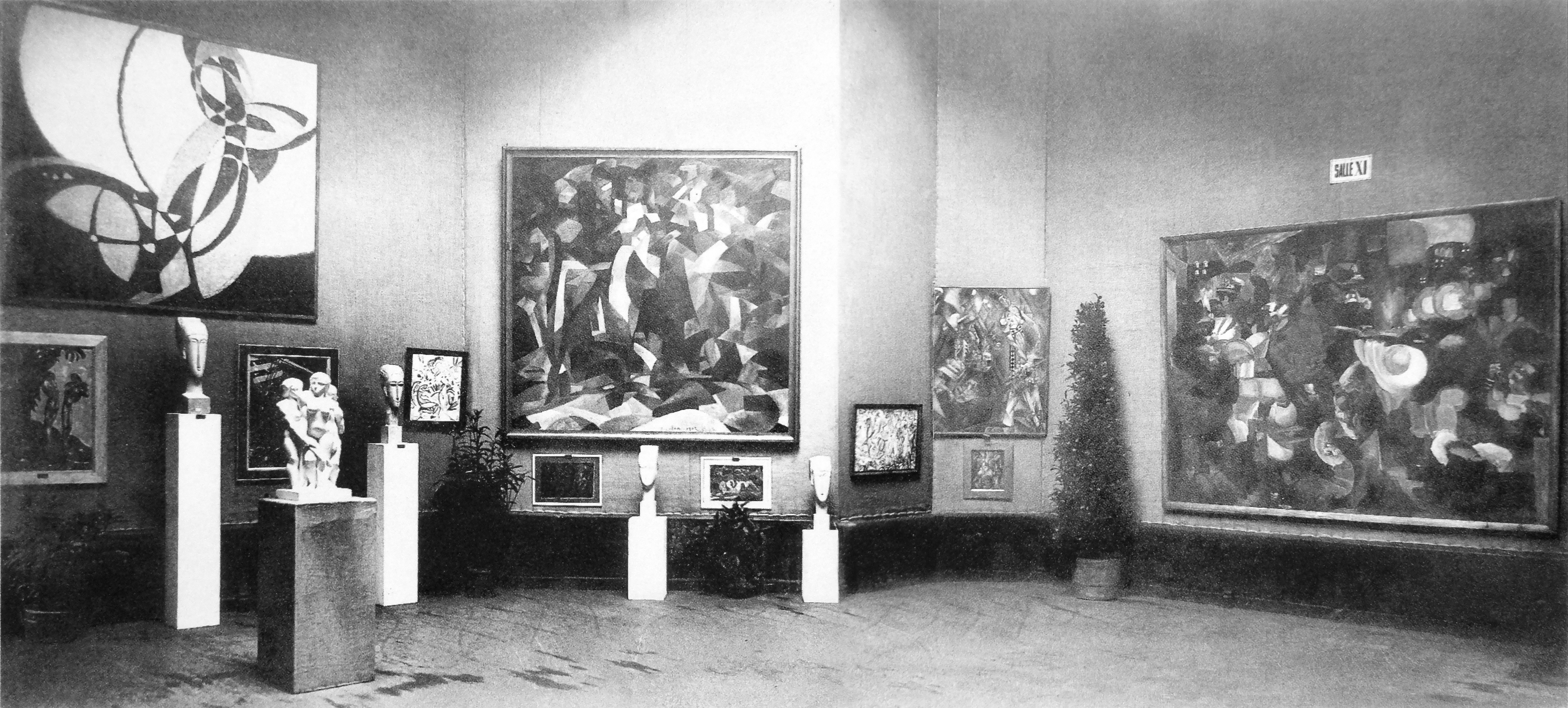
Осенний салон 1912 года в Париже. В экспозиции картины Ф. Купки, А. Модильяни, Й. Чаки, Ф. Пикабия, Ж. Метценже, А. Ле Фоконье

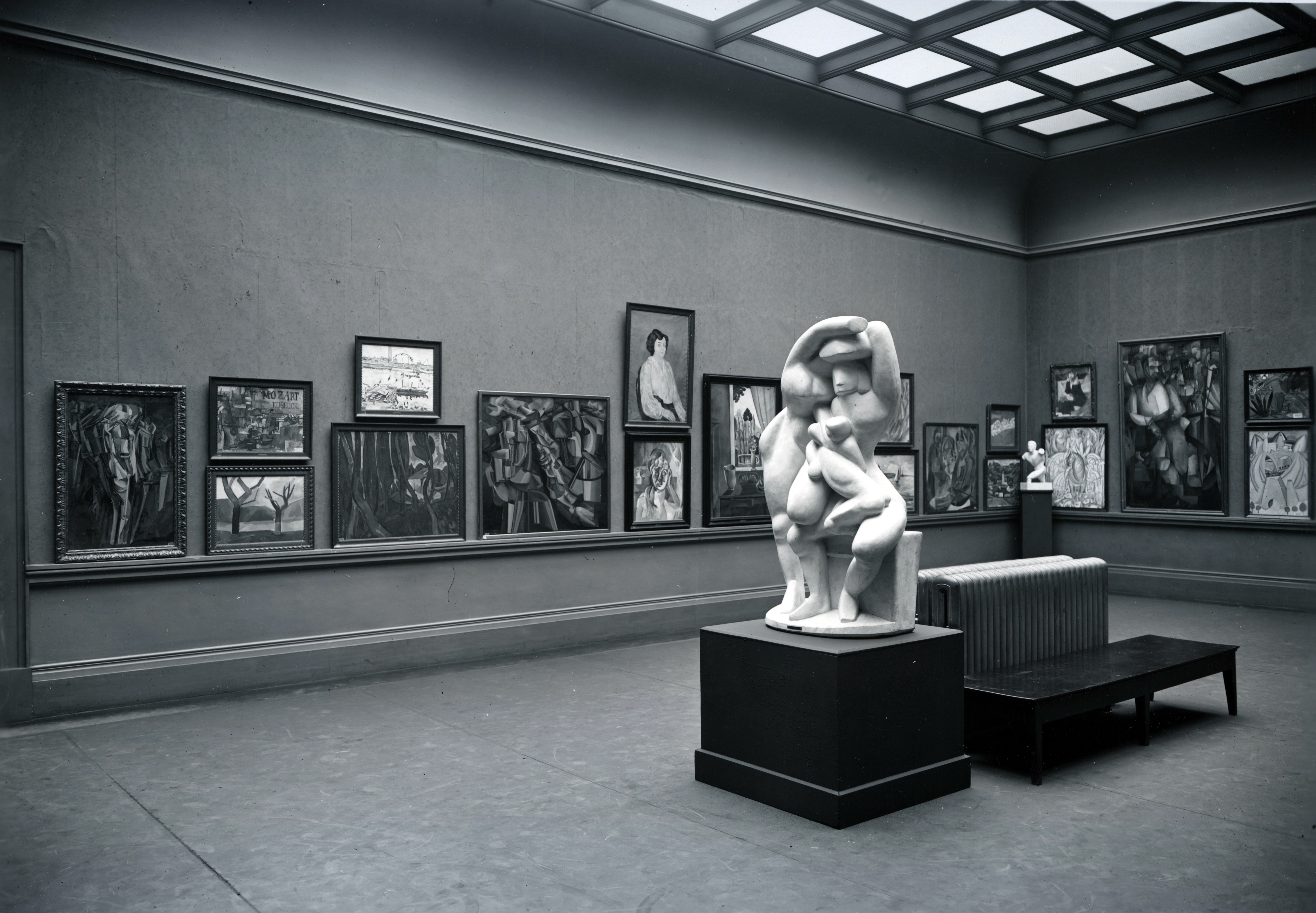
«Кубистическая комната» на «Армори шоу» (Арсенальной выставке). 1913. Нью-Йорк

Сообщество кубистов принято делить на две основные группы. Первая — мастера, работы которых выставлялись в галерее Даниэля Анри Канвейлера. Другая — художники, экспонировавшие свои работы на Осеннем салоне и Салоне Независимых.
К первой группе художников относились такие мастера как Пикассо, Брак, Грис и Леже. До 1914 года они пользовались поддержкой Даниэля Анри Канвейлера, который гарантировал художникам доход в обмен на эксклюзивное право покупки их работ. Эти условия давали возможность работать относительно спокойно и не ограничивали в выборе художественных методов, но не позволяли свободно участвовать в выставочной деятельности. Работы этих мастеров демонстрировались относительно узкому кругу зрителей — посетителям галереи Канвайлера.
К группе мастеров, связанных с Салонами (Осенний салон и Салон Независимых), относились Метценже, Глез и Делоне. Эти художники не были ограничены в своей экспозиционной деятельности, но были лишены постоянного гарантированного дохода. Они непосредственно сталкивались с реакцией критиков и публики.

### Аналитический кубизм. 1911—1912

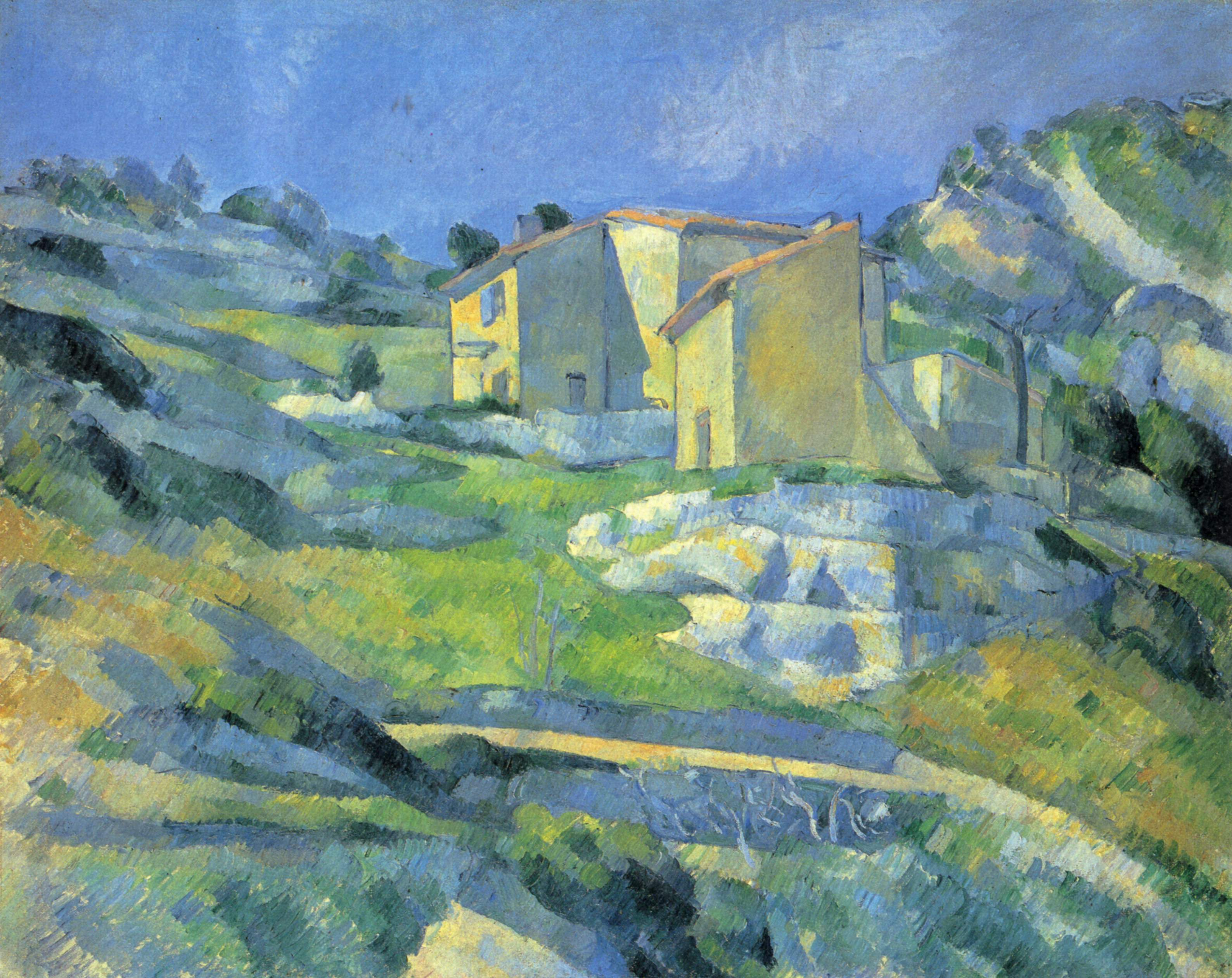
П. Сезанн. Долина Рио недалеко от Эстака. Ок. 1880. Холст, масло. Национальная галерея искусства, Вашингтон

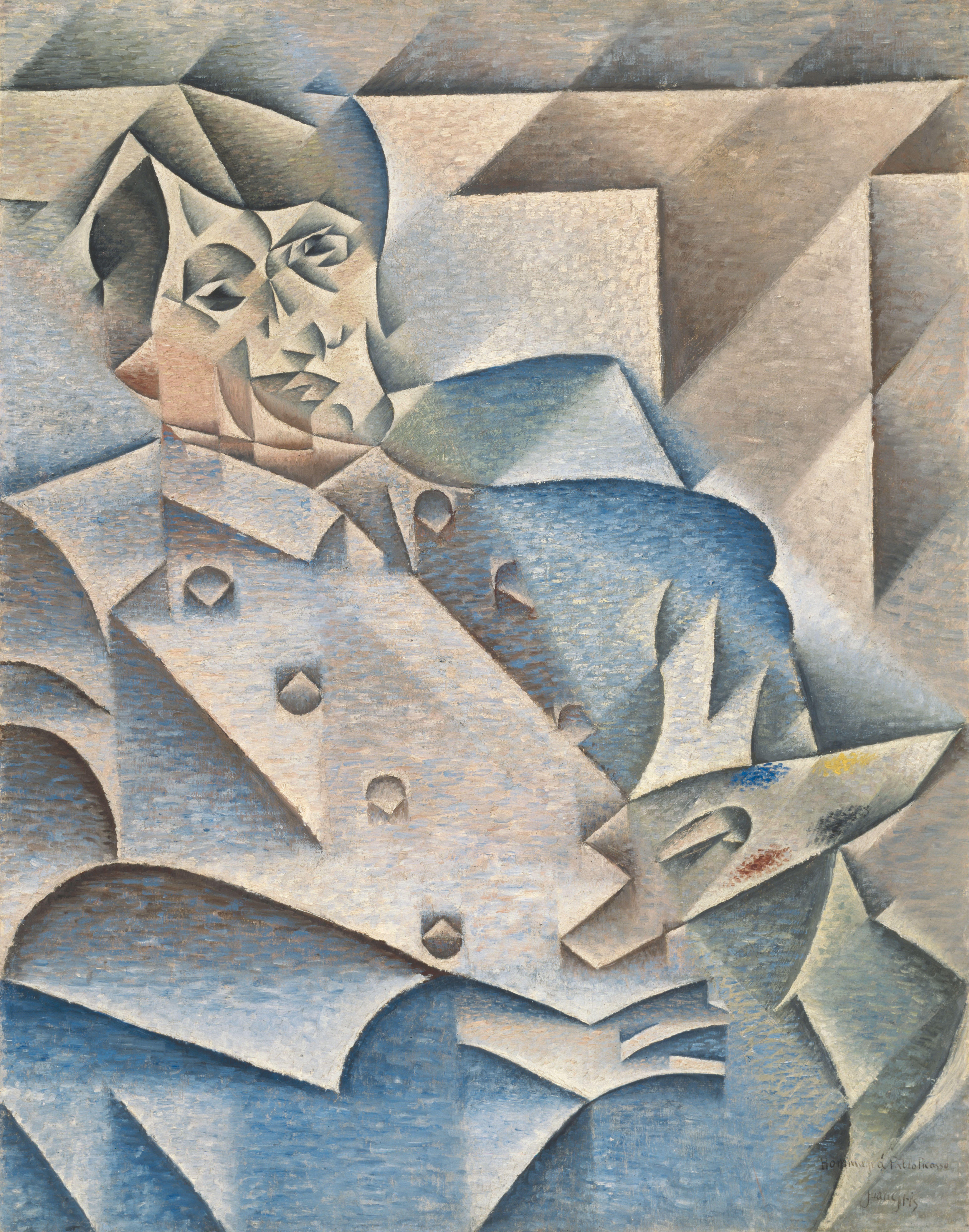
Х. Грис. Портрет П. Пикассо (Оммаж Пикассо). 1912. Холст, масло. Чикагский институт искусств

Традиционное африканское искусство, называемое тогда «негритянским» (art nègre) подпитывало воображение и вдохновение ранних художников-кубистов. Макс Жакоб, рассказывая об изобретении кубизма, вспоминал о важном значении, которую одна африканская статуэтка имела для Пикассо и рождения кубизма: «Аполлинер был так же удивлен, как и я, его рождением. Кубизм родился одним утром, а точнее одним вечером. Аполлинер, Пикассо и я обедали у Матисса, который показал негритянскую статуэтку. Пикассо долго разглядывал её, и на следующий день, когда я приехал на улицу Равиньян, 13, я обнаружил на полу большие листы бумаги, набросанные чёрными линиями. С этого дня Пикассо погрузился в медитацию и тишину… Кажется, это было в 1906 году».
В африканском искусстве кубистов интересовало многое, но прежде всего: способ построения формы, основанный на геометризации и стилизации вплоть до гротеска. По определению Эрнст Гомбриха в африканской скульптуре «фигуры, лица и предметы состоят из чистых элементарных форм, кругов, линий… Тем не менее, несмотря на простоту композиции, эти образы излучают силу, особенное волшебство, экспрессионизм, возможно, рудиментарный, но не менее мощный».
Название «аналитический кубизм» придумал Хуан Грис. Как и Пикассо, он был родом из Испании. В 1906 году, после окончания учёбы в Мадриде переехал в Париж, долгое время жил на Монмартре в Бато-Лавуар; познакомился с Матиссом, Модильяни, Леже, Пикассо и Браком, а также с поэтом Максом Жакобом.
Основной жанр его живописи — натюрморт. Первая и одна из наиболее удачных живописных работ Гриса — «Оммаж Пикассо» (Hommage á Pablo Picasso) — была выставлена в 1912 году в Барселоне. В натюрмортах «аналитиков» формы кувшинов, тарелок и кружек дробились на мелкие грани; поверхность стола и драпировки «выворачивались» параллельно картинной плоскости. «Форма предметов раскрывалась одновременно с нескольких сторон, снаружи и изнутри, отчего возникала двойственность, „обманчивая стереометрия“: игра внутренних и внешних поверхностей. Это порождало ощущение напряжения и внутреннего пластического движения. Однако художники-кубисты в своих аналитических поисках не стали последователями Сезанна. Выдающийся мастер, к которому они апеллировали, стремился к целостности формы, цвета и пространства. Эту целостность Сезанн искал в природе. Кубисты же подменили такую художественную задачу отвлечёнными интеллектуальными упражнениями, формальной игрой, которая неизбежно приводила к разрушению целостности изображения. Полнее всего подобный анализ достигается при отсутствии цветности, поэтому кубисты всё дальше уходили от самого предмета живописи».
Непримиримый борец с «буржуазным формализмом» в искусстве, философ Михаил Лившиц в книге «Кризис безобразия» (1968) отметил: «Самое лучшее в кубизме то, что он ещё не дошёл до полной абстракции, ещё не совсем порвал с изобразительным искусством».

### Синтетический кубизм. 1913—1914
Формальный предел, тупик аналитического кубизма вызвали реакцию: стремление художников восстановить целостность художественной формы и гармонию композиции, но на основе разработанных ранее формальных приёмов. Так возник синтетический кубизм. Период его существования был кратким. Помешало начало Первой мировой войны, натиск футуризма, да и формальные возможности «синтетиков» оказались невелики. Элементы синтетического кубизма стали появляться в работах художников и ранее, с 1911 года. В хаосе плоскостей и линий в качестве единого формообразующего начала выступать картинная плоскость. Многомерные пространственно-двигательные и осязательные качества изображаемых предметов связывались ритмикой силуэтов. От этого в произведениях кубистов стали преобладать графическое и декоративное начала. Отсюда совмещение приёмов локальной раскраски и техники коллажа.
Пабло Пикассо и Жорж Брак вклеивали в холсты куски газет, картон, фольгу. Цветные пятна различной фактуры соединяли с обрывками надписей, цифрами, нотными знаками, орнаментом обоев. Живопись превращалась в декоративную графику или в своеобразную «плоскостную пластику». Эти особенности проявились на выставке 1912 года в парижской галерее Ла Буэтье художников, образовавших затем группу под показательным названием «Золотое сечение» (Section d’Or).
«Самым выдающимся мастером синтетического кубизма был Жорж Брак. Его композиции этого периода отличаются изяществом, напряжённостью ритмов, изысканным колоритом жемчужно-серых, оливково-зелёных, золотисто-охристых и кораллово-розовых тонов. Поздние произведения Брака не укладываются в общепринятые определения какого-либо течения. Его картины элитарны. Однако их содержание беднее бунтарского напора раннего кубизма».

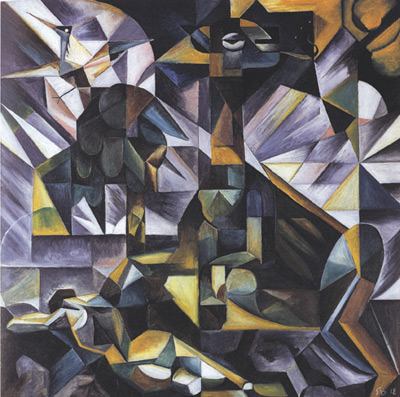
Ф. Бауман. Судьба. 1918
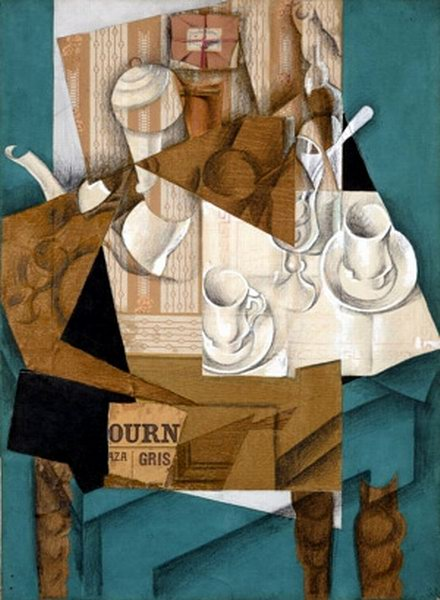
Х. Грис. Маленький завтрак. 1914
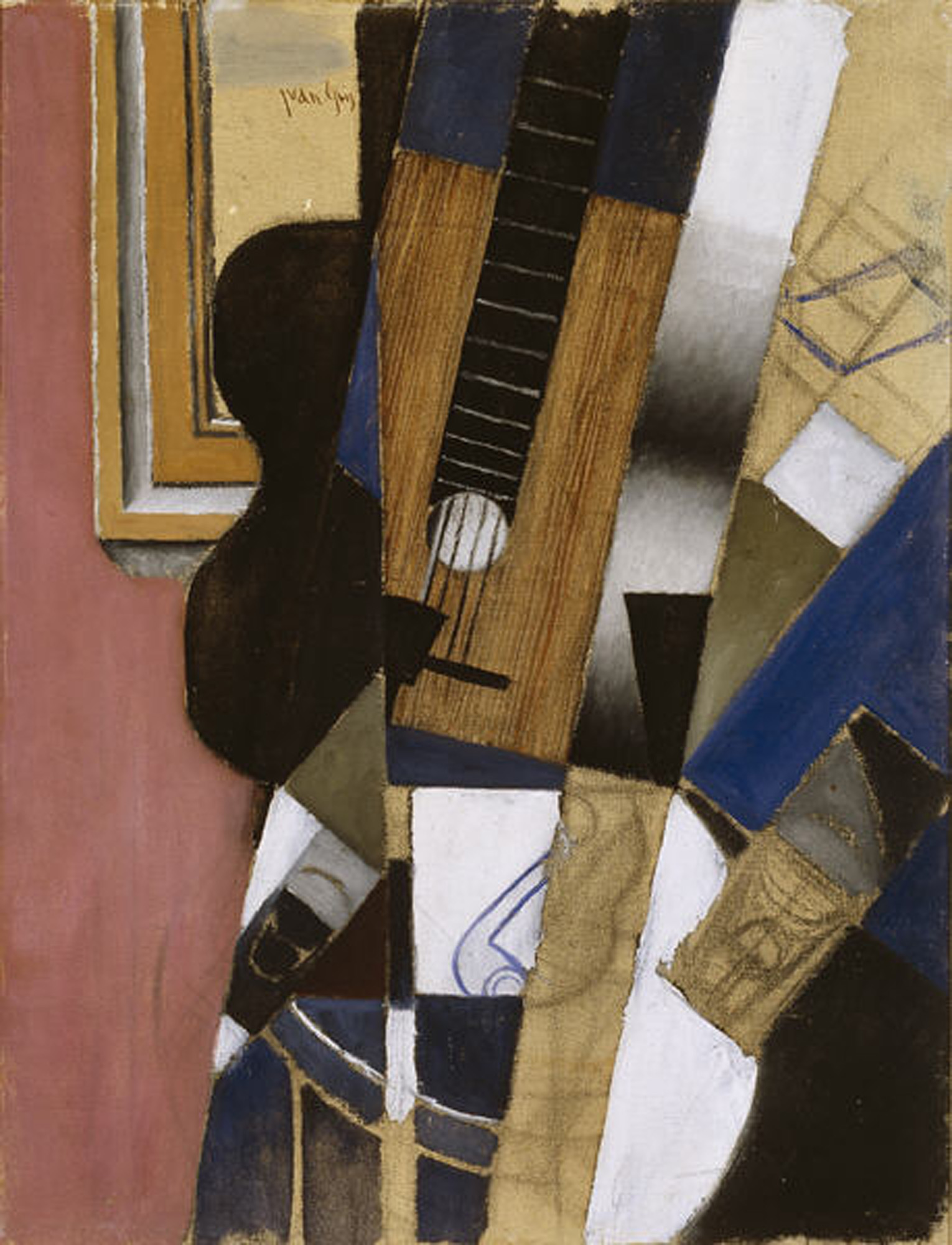
Х. Грис. Гитара и трубка. 1913
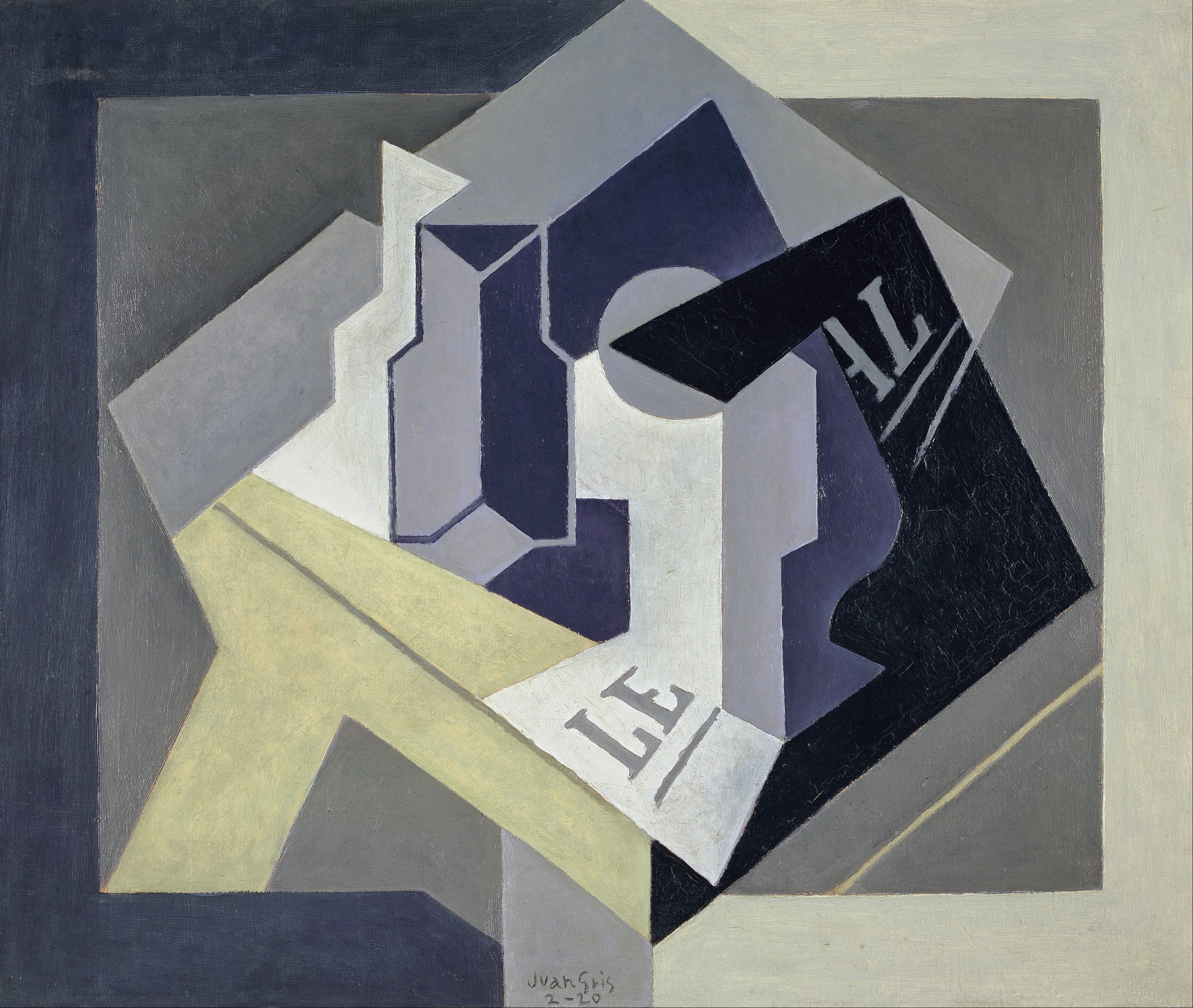
Х. Грис. Ваза с фруктами и газета. 1920
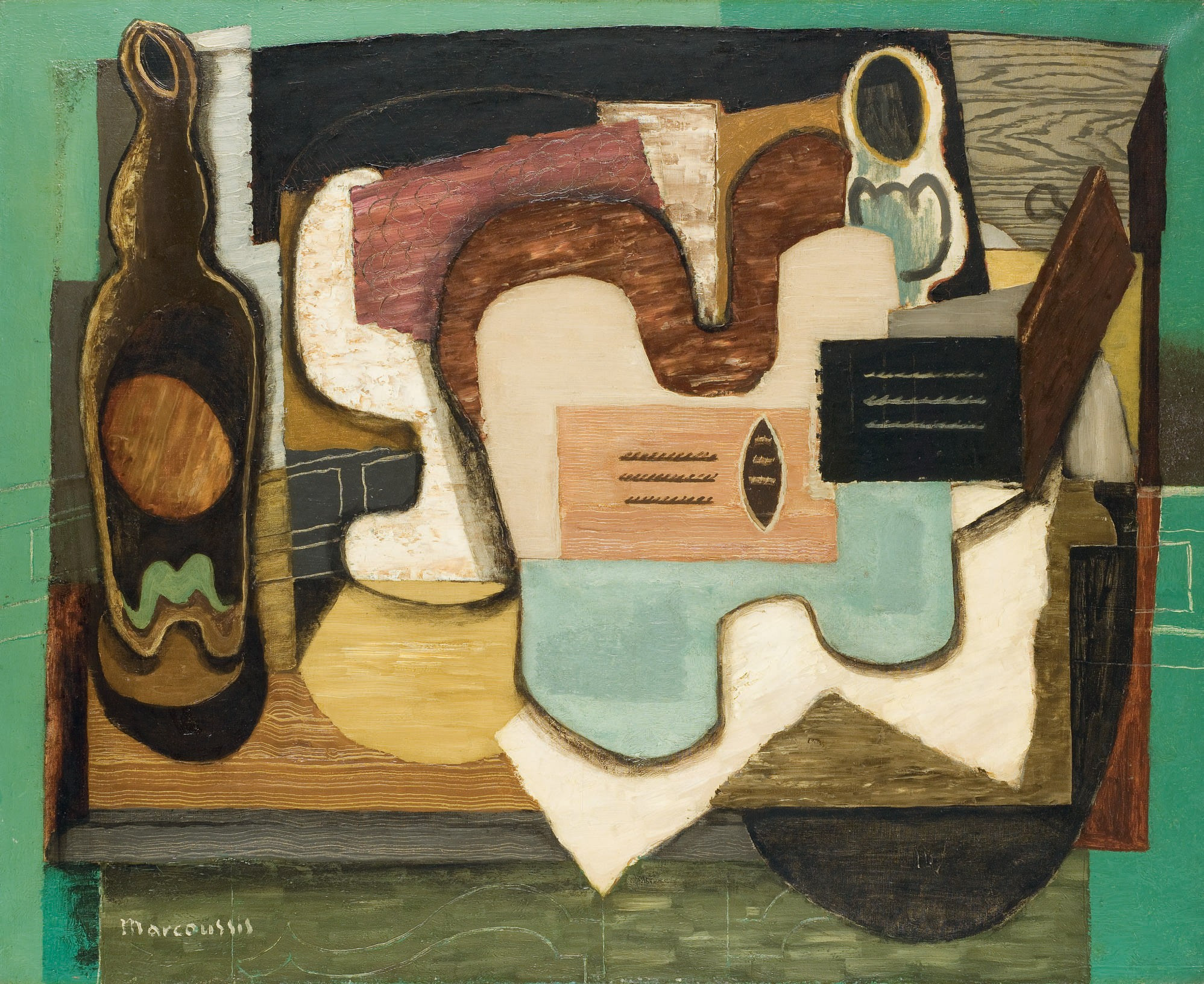
Л. Маркусси. Гитара. 1923

## Распространение кубизма
В качестве последней стадии развития кубизма, охватившего помимо Франции и другие страны Европы, называют орфизм — течение в живописи постимпрессионизма 1910-х годов, созданное Р. Делоне, Ф. Купкой, Ф. Пикабия, М. Дюшаном. Его происхождение было связано как с кубизмом, так и с футуризмом и экспрессионизмом. Другим течением, возникшим под влиянием позднего, синтетического кубизма, был пуризм (от фр. purisme, от лат. purus — чистый), провозглашённый французскими живописцами Амеде Озанфаном и Шарлем-Эдуаром Жаннере (будущим архитектором под псевдонимом Ле Корбюзье) в манифесте «После кубизма» (1918).
Орфисты и пуристы закономерно пришли к почти полной или полной абстракции. С 1912 года Робер Делоне писал серию картин под названием «Симультанные окна» (Fenêtres simultanées), за которой последовала серия под названием «Круговые формы» (Formes circulaires), в которой он изображал яркие концентрические окружности в разнообразных сочетаниях. В 1913—1914 годах Фернан Леже создавал картины под названием «Контрасты форм», в которых также акцент был сделан на цвете, линии и абстрактных формах. Аполлинер, придумавший название «орфизм», поддержал эксперименты «абстрактного кубизма» в своей книге «Живописцы-кубисты. Эстетические размышления» (Les Peintres cubistes. Méditations esthétiques, Paris, 1913), восхваляя новую «чистую» картину, в которой «предмет полностью освобождён».
С 1911 года «малой» столицей кубизма в Европе стала Прага, именно здесь появилось творческое объединение «Группа художников». В него входили Б. Кубишта и Э. Филла. В США с искусством кубизма публика познакомилась на знаменитой Арсенальной выставке (Armory Show) 1913 года в Нью-Йорке.

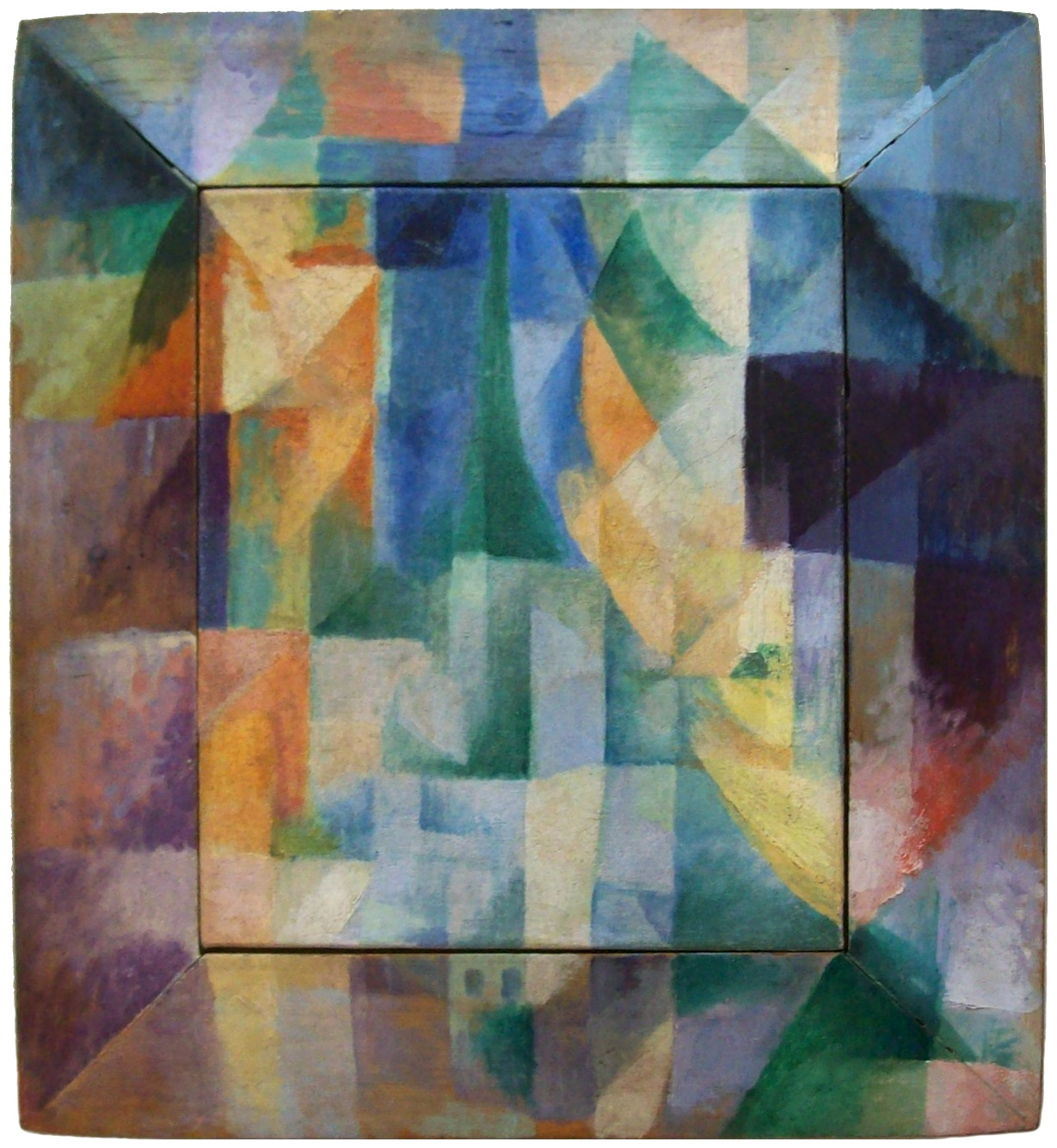
Р. Делоне. Симультанные окна. 1912. Кунстхалле, Гамбург
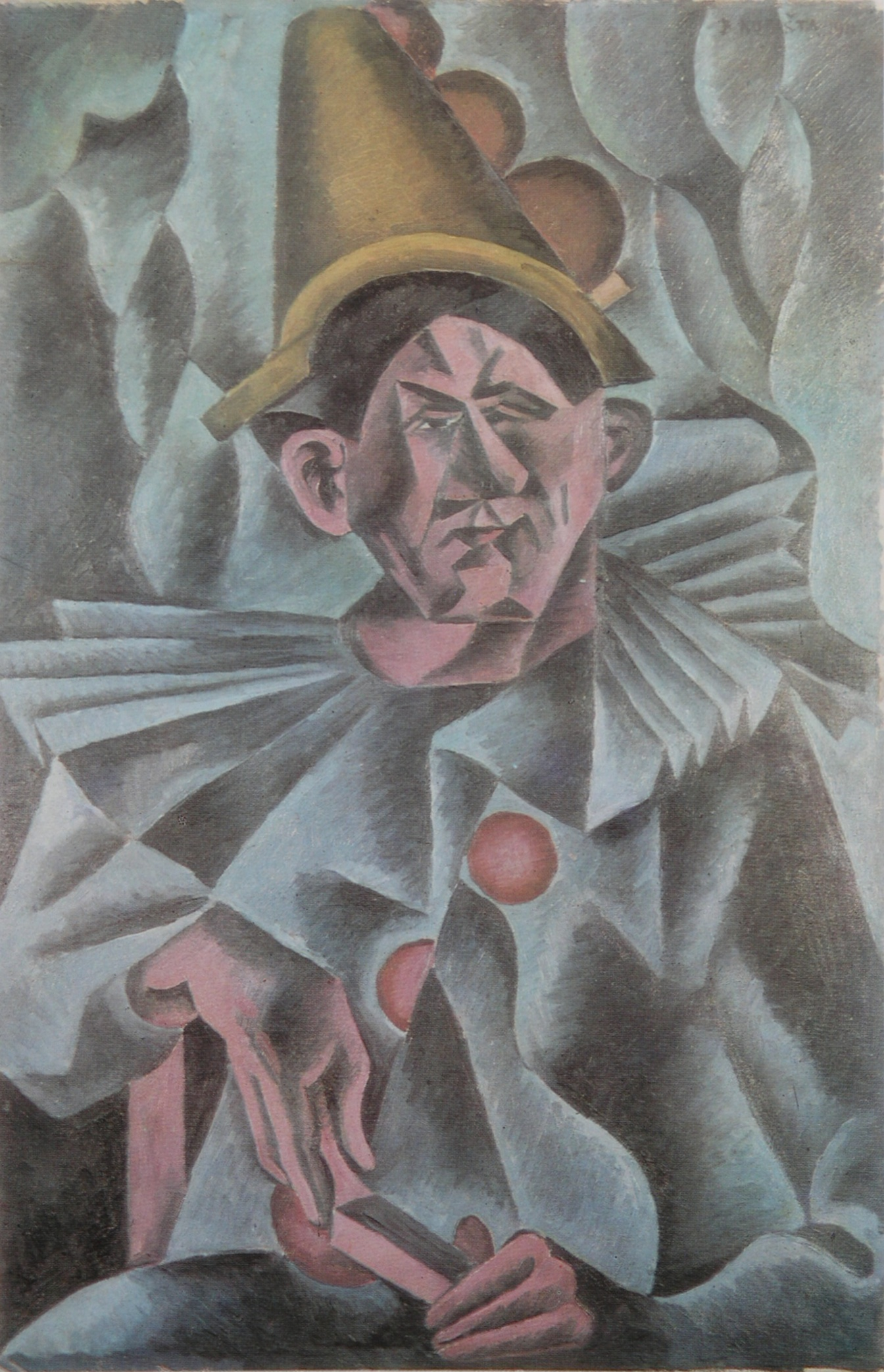
Б. Кубишта. Пьеро. 1911. Национальная галерея, Прага
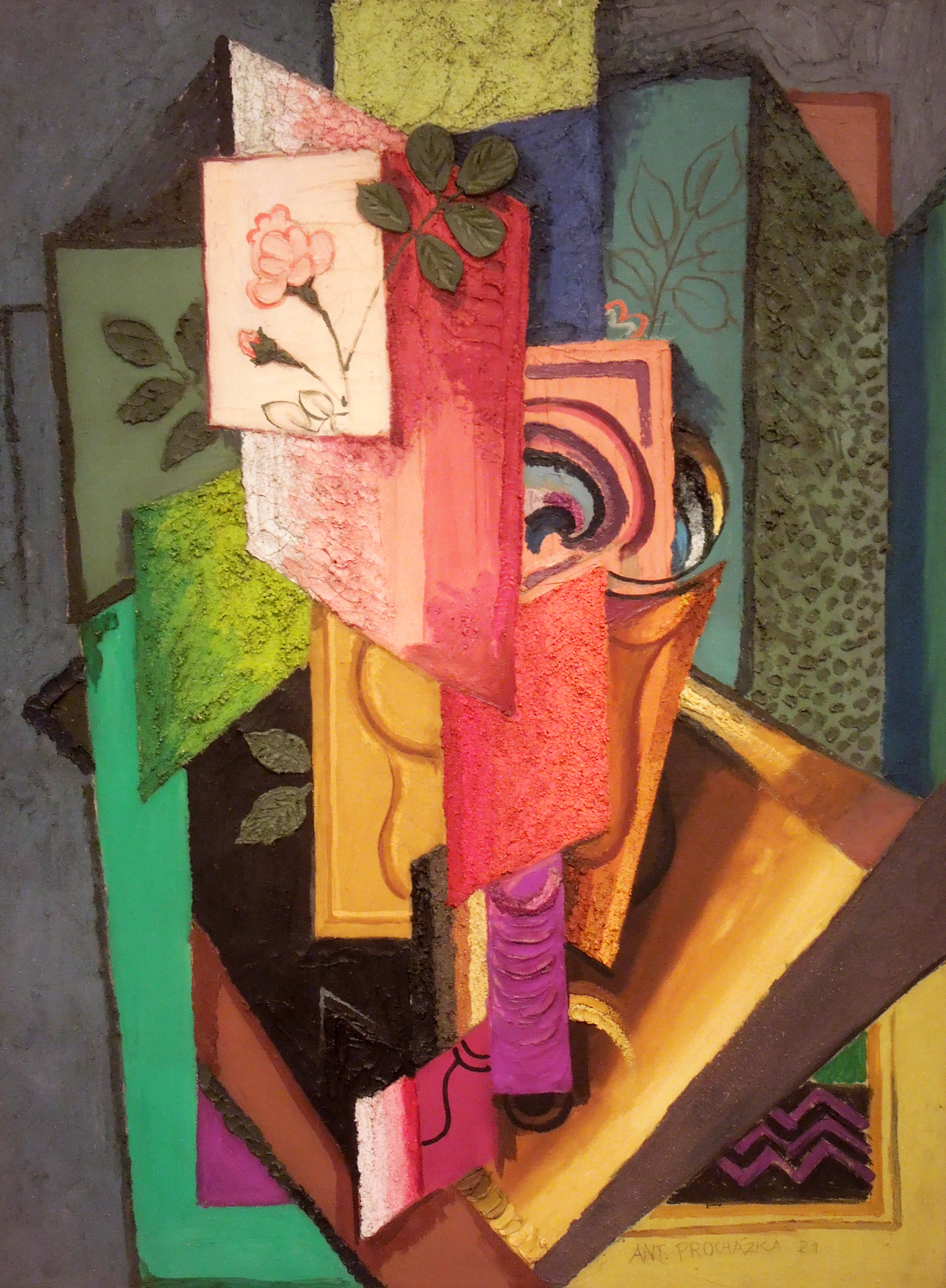
A. Прохазка. Букет роз. 1921
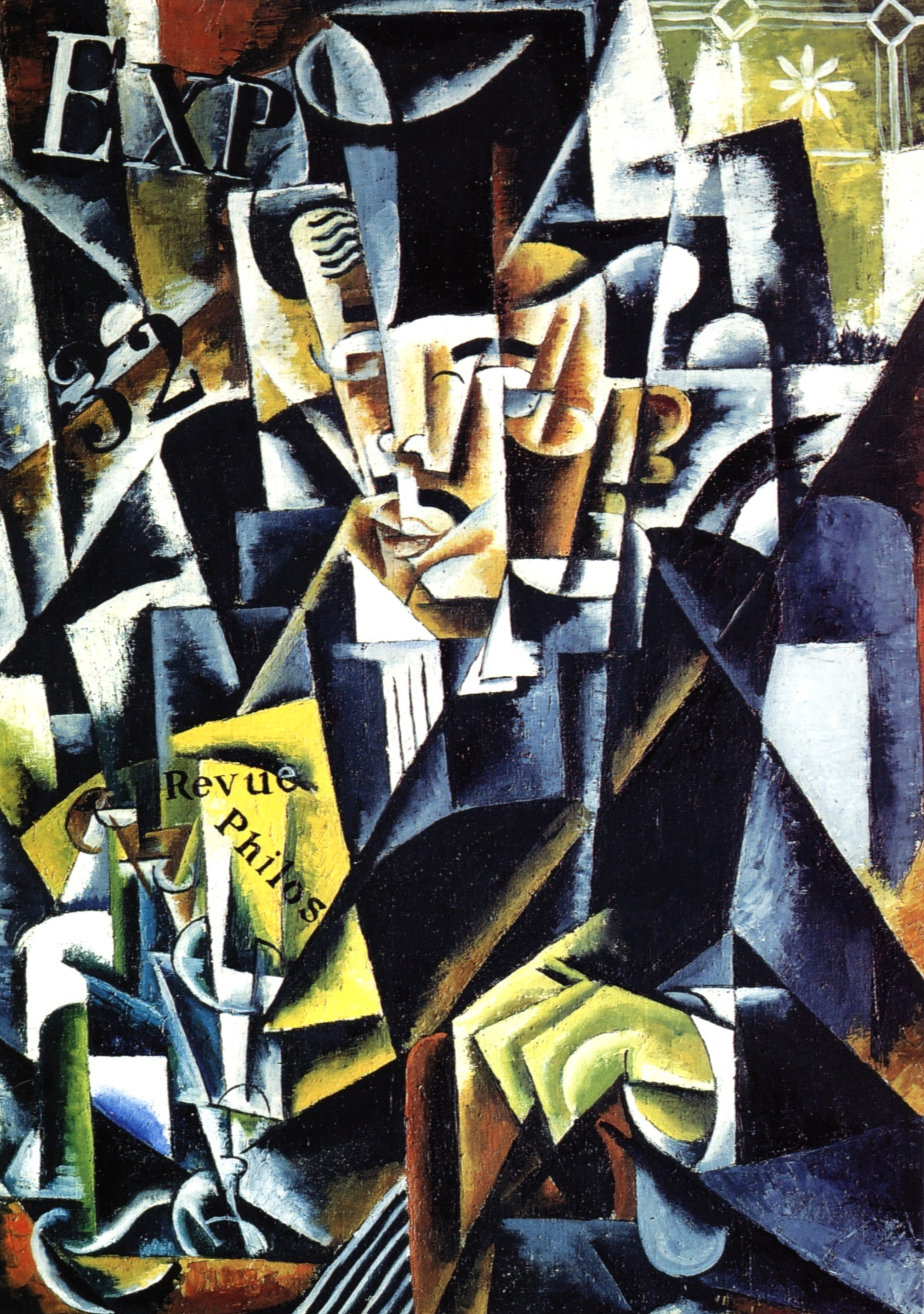
Л. С. Попова. Портрет философа. 1915
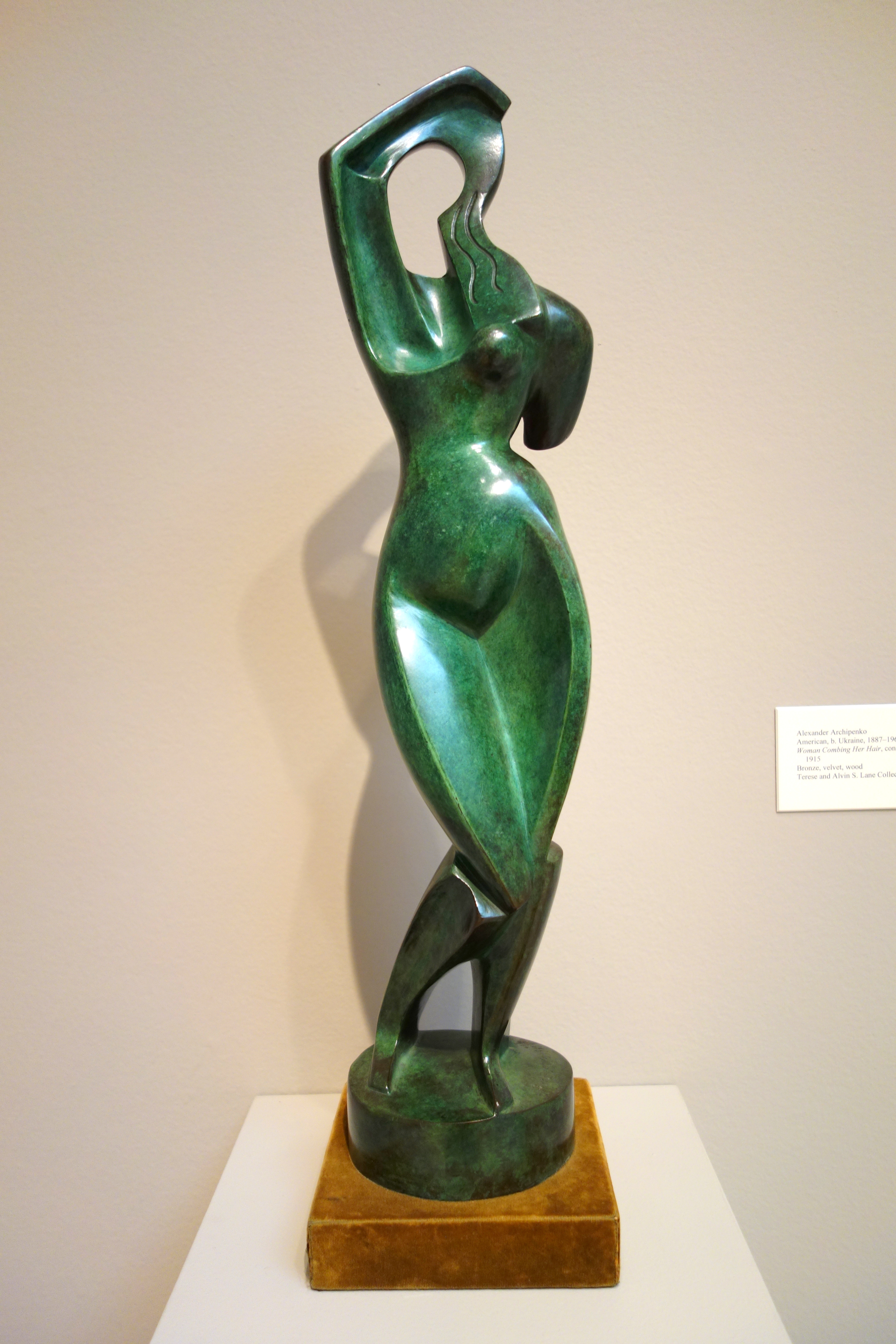
А. П. Архипенко. Женщина, поправляющая волосы. 1915. Бронза

## Кубофутуризм в России
Первооткрывателем кубизма в России можно считать коллекционера С. И. Щукина, который приобрёл и привёз в Москву ранние кубистические картины Пикассо. В России художники-авангардисты, используя приёмы французского кубизма и итальянского футуризма, создали собственный вариант: кубофутуризм. Другие живописцы П. П. Кончаловский, И. И. Машков, Р. Р. Фальк попытались применить формальные находки французов в русле национальной традиции стихийной красочности и «буйства форм», в частности в объединении Бубновый валет.
В скульптуре кубистические приёмы трактовки формы использовал А. П. Архипенко Ж. Липшиц и венгр Й. Чаки. Н. С. Гончарова в 1912 году отмечала, что «кубизм — вещь хорошая, но не совсем новая». По её словам, в этом же стиле выполнены и скифские каменные бабы, и крашеные деревянные куклы, продаваемые на ярмарках. К. С. Малевич утверждал: «Если ты стремишься изучать искусство, то изучай кубизм».

## Современные художники, работающие в кубизме
- Райан Хьюэтт (Ryan Hewett), южноафриканский художник
- Катерина Плеханова (Katerina Plekhanova), российская художница

## Комментарии
1. ↑  Встречающийся русский перевод названия: «Авиньонские девушки» нивелирует содержание картины, намеренно созданной художником с целью шокировать обывателя, разрушить привычное восприятие, тем более, что на картине изображены не «девушки», а «женщины лёгкого поведения» из авиньонского борделя.

## Примечание
1. 1 2  Власов В. Г. Кубизм // Новый энциклопедический словарь изобразительного искусства. В 10 т. — СПб.: Азбука-Классика. — Т. IV, 2006. — С. 710
2. ↑  Louis Vauxcelles. Exposition Braques. — Gil Blas, 14 November 1908 // Danchev A. Georges Braque: A Life. Penguin Books Limited, 2007. — ISBN 9780141905006
3. ↑  Cabanne Р. Le siècle de Picasso. — Vol. I. — Paris: Bibliothèque Médiations, 1975. — Р. 212
4. ↑  Gleizes A.; Metzinger J. Du «Cubisme». Paris: Edition Figuière, 1912.
5. ↑  Daniel Robbins, Albert Gleizes. 1881—1953. A Retrospective Exhibition
6. ↑  Apollinaire G. Les Peintres cubistes. Méditations esthétiques. Paris: Eugène Figuière Éditeurs, 1913.
7. ↑  Kahnweiler H-H. Der Weg zum Kubismus. Munich: Delphin Ferlag, 1920.
8. ↑  Greenberg C. The Pasted-paper Revolution // ARTnews, (1958), N 57, pp. 46-49, 60-61; repr. as ‘Collage’ in Art and Culture (Boston, 1961), pp. 70-83.
9. ↑  Письмо Э. Бернару от 15 апреля 1904 года // Мастера искусства об искусстве. — М.-Л. Искусство, 1939. — Т. 3. — С. 219
10. ↑  Власов В. Г. Кубизм. — С. 710
11. 1 2  Cooper D. The Cubist Epoch. — London: Phaidon in association with the Los Angeles County Museum of Art & the Metropolitan Museum of Art, 1970. —ISBN 0-87587-041-4
12. ↑  Green C. Cubism and its Enemies: Modern Movements and Reaction in French Art, 1916-28. New Haven and London: Yale University Press, 1987.
13. ↑  Мастера искусства об искусстве. М.-Л.: Искусство, 1939. — Т. 3. — С. 217—218
14. ↑  Глез А., Метценже Ж. О кубизме. — М., 1913. — С. 19
15. ↑  Düchting H. Die Kunst und der Kubismus. Belser, Stuttgart. 2007.
16. 1 2  Gee M. Dealers, critics, and collectors of modern painting: aspects of the Parisian art market between 1910 and 1930. London: Garland, 1981.
17. ↑  Antliff М.; Leighten P. A Cubism Reader, Documents and Criticism, 1906—1914. Chicago: The University of Chicago Press, 2008 .
18. ↑  Jacob М. Lettre à Jean Cassou, cité in J. de Palacio // Max Jacob et Apollinaire: documents inédits. — Turin: Studi Francesi. — Décembre 1970. № 42. — Р. 470
19. ↑  Gombrich Е. Н. Histoire de l’Art. — Paris: Phaidon, 1963. — ISBN 978-0-7148-9207-8. — Р. 573
20. ↑  Власов В. Г. Кубизм. — С. 712
21. ↑  Лившиц М. А., Рейнгардт Л. Я. Кризис безобразия. От кубизма к поп-арт. — М.: Искусство, 1968. — С. 103
22. ↑  Власов В. Г. Кубизм. — С. 713
23. ↑  Green Ch. Cubism. MoMA. — Grove Art Online. — Oxford University Press, 2009. — Archived 2014-08-13 at the Wayback Machine https://web.archive.org/web/20140813112047/  Архивная копия от 13 августа 2014 на Wayback Machine
24. ↑  Ф. С. Капица. История мировой культуры. — Издательство АСТ, 2010. — 730 с. — ISBN 978-5-17-064681-4.
25. ↑  Поляков В. В. Книги русского кубофутуризма. — М.: Гилея, 1998